# Nikolaus Duprez
Nikolaus Duprez (ook Nicolaus of Nic. Duprez; Reuland, 12 mei 1867; Heerlen, 28 mei 1949) was een mijnwerker en houtsnijder.

## Leven
Duprez werd geboren als zoon van de veearts Paul Duprez en zijn vrouw Katharina Mootz in Reuland, toen deel uitmakend van de Pruisische Rijnprovincie. Omdat zijn vader vroeg stierf, moest Duprez op twaalfjarige leeftijd op zoek naar werk. In 1882 werkte hij in een kolenmijn in Seraing, België. In 1900 verhuisde hij naar Heerlen met zijn verloofde Henriette Frijssen, die uit Welkenraedt in België kwam, en trouwde met haar in 1901. Daar werkte hij in de Oranje-Nassau I kolenmijn. Hij ging met pensioen in december 1928. Tijdens zijn verblijf in Heerlen begon Duprez als autodidact met houtsnijwerk. Zijn eerste werk was een spiegellijst. Hij was een zeer gelovig man en sneed later voornamelijk religieuze figuren. Hij werd als kunstenaar ontdekt door Hubert Spierts, die hem veel opdrachten gaf voor zijn Onze-Lieve-Vrouw-Onbevlekt-Ontvangenkerk en zijn parochie.

## Onderscheidingen
Duprez won verschillende prijzen voor zijn werk Vlucht naar Egypte.

## Werken (selectie)
- Vogelkooi[2]
- H. Hartbeeld in Terwinselen[2]
- Robin Hood[2]
- Jeanne d'Arc[2]
- Vlucht naar Egypte[2]
- Mijnwerker (1936)[3]

## Tentontstellingen
- In Sittard (1913)[2]
- In Kasteel Erenstein (1946)[6]
- In Nederlands Openluchtmuseum in Arnhem (1946)[7]
- Tentontstelling  Kunst en kultuur in de mijnbouw op het Kasteel Hoensbroek (1958)[8]

## Literatur
- Pieter A. Scheen: Lexicon Nederlandse beeldende kunstenaars, 1750–1950, 's-Gravenhage 1969, p. 128.

## Weblinks
- Nikolaus Duprez, in: research.rkd.nl.
- Beeld van de vlucht naar Egypte, in: collectiegelderland.nl.